# VipJets
VipJets war eine österreichische Fluggesellschaft mit Sitz in Salzburg.

## Geschichte
Die VipJets GmbH wurde 2007 gegründet. Für die Flugzeuge der A-Tec Industries wurden Flugstunden verkauft und dafür Provisionen bezogen. Nach der Insolvenz der A-Tec Industries wurden durch die ausbleibenden Umsätze der Konkurs beantragt.

## Flugziele
VipJets flog europäische und internationale Ziele an.

## Flotte
Mit Stand August 2009 bestand die Flotte der VipJets aus vier Flugzeugen:
- 1 Bombardier Global Express
- 1 Challenger 300 (Auslieferung 2009)
- 1 Challenger 604
- 1 Citation Jet 525 (Auslieferung 2008)